# پیمان قسطنطنیه
پیمان قسطنطنیه (انگلیسی: Treaty of Constantinople)(معاهده استانبول) معاهده ای بین امپراتوری عثمانی و پادشاهی بلغارستان بود که در ۲۹ سپتامبر ۱۹۱۳ پس از جنگ دوم بالکان در قسطنطنیه پایتخت عثمانی امضا شد.

## پیش زمینه
در جنگ اول بالکان، ائتلاف بلغارستان، صربستان، یونان و مونته نگرو، امپراتوری عثمانی را شکست داد. عثمانی تقریباً تمام سرزمین‌های اروپایی خود را به استثناء یک قلمرو کوچک در اطراف دریای مرمره بر اساس پیمان لندن از دست داد. با این وجود، عثمانی‌ها توانستند در طول جنگ دوم بالکان، تراکیای شرقی را دوباره تصرف کنند. اگرچه مذاکرات صلح بین بلغارستان و دیگر همسایگانش در بخارست برگزار شد، اما امپراتوری عثمانی در آنجا نمایندگی نداشت و مذاکرات جداگانه‌ای انجام داد که منجر به پیمان قسطنطنیه شد.

## مفاد عهدنامه
شرایط این معاهده عبارت بودند از:
- بلغارستان پیروزی‌های عثمانی در ادرنه، کرکلارلی و دیدیموتیچو و قلمرو اطراف آن را به رسمیت شناخت.
- امپراتوری عثمانی بندر دداگاچ (اسکندروپولی) را به بلغارستان واگذار کرد.
- قرار بود تبادل اراضی ظرف ۱۰ روز به پایان برسد
- ارتش‌های طرفین ظرف سه هفته از مرزها عقب می‌نشینند
- اسرای جنگی از هر دو طرف آزاد خواهند شد.
- روابط سیاسی و اقتصادی بین دو کشور دوباره برقرار خواهد شد

این معاهده تا حد زیادی مرزهای امروزی بین تراکیای شرقی (ترکیه اروپایی)، بلغارستان و یونان را مشخص کرد.

## عواقب
امپراتوری عثمانی و بلغارستان در جنگ جهانی اول متحد قدرت‌های مرکزی بودند. قبل از ورود بلغارستان به جنگ، دولت عثمانی تصمیم گرفت دیدیموتیچو را (احتمالاً برای متقاعد کردن بلغارستان به پیوستن به جنگ) به بلغارستان واگذار کند با این حال، قدرتهای مرکزی در سال ۱۹۱۸ شکست خوردند و بلغارستان هر دو تراکیای غربی و دیدیموتایکو را به یونان واگذار کرد. بر اساس شرایط پیمان سور، ترکیه تقریباً تمام تراکیای شرقی را به یونان واگذار می‌کرد، اما تغییرات ارضی پیشنهادی با پیروزی ترکیه بر یونان در جنگ استقلال و پیمان بعدی لوزان، که مرزها را دوباره تأیید کرد، نفی شد.